# HOMR
HOMR (с англ. — «ГОМР») — девятый эпизод двенадцатого сезона мультсериала «Симпсоны». Лауреат премии «Эмми» 2000 года.

## Сюжет
Семья Симпсонов посещает «Абсолютно ненормальный-сногсшибательный фестиваль анимации». На нём Гомер видит «Живую анимацию», работающую с помощью технологии захвата движения, которая позволяет анимационной собаке подражать его движениям. После того, как Гомер опробовал её, ему захотелось купить на все свои сбережения запас акций «Живой анимации», несмотря на предупреждения о невыгодности данной затеи. Через 2 дня Гомер узнаёт, что у компании кончились запасы «Живой анимации» и компания обанкротилась. После этого Гомер идёт в Таверну Мо и рассказывает о своих проблемах Барни и Мо. Барни предлагает Гомеру быть подопытным кроликом у учёных.
Гомер решает воспользоваться советом Барни и получает работу в медицинском центре тестирования. Во время одного из экспериментов учёные, говоря о глупости Гомера, обнаруживают, что в мозгу Гомера находятся карандаш из-за случая в детстве, когда он засунул себе в нос 16 карандашей и чихнул ими, вычихнув все, кроме одного, который остался в мозгу. Учёные предлагают вытащить карандаш, и Гомер соглашается.
Гомеру делают операцию, и его IQ повышается от 55 до 105, что позволяет ему общаться с Лизой. Новооткрытая интеллектуальная мощь Гомера приносит ему очень много врагов после того, как он написал полный отчёт об опасностях на Спрингфилдской АЭС, из-за чего АЭС вскоре закрывается и всех рабочих увольняют.
Гомер идёт в таверну Мо и обнаруживает, что с большим IQ ему и там не рады, даже наоборот: завсегдатаи жгут куклу, выглядящую, как Гомер. Идя по улице, Гомер понимает, что его жизнь была гораздо лучше, когда он был тупицей. Он приходит к учёным и просит их воткнуть ему карандаш в мозг обратно. Учёные отказываются это делать, но рекомендуют ему Мо Сизлака, у которого нет лицензии.
В своём баре Мо вставляет карандаш Лизы Гомеру в мозг, делая его таким же глупым, как и раньше. Лиза, которой понадобился тот же карандаш, обнаруживает, что его нет, и понимает, что сделал отец, в связи с чем очень сожалеет об отсутствии прежней связи с Гомером. Но потом она находит письмо от Гомера, которое он написал, пока был умным. В письме было написано, что он сбежал как трус, но теперь понимает, что значит быть таким, как Лиза, и насколько он её ценит.

## Оценки
Эпизод получил множество положительных отзывов. Нэнси Басиль из About.com отписалась о серии положительно: «Эпизод обязательно должен показываться по телевидению ещё». Колин Якобсон из DVD Movie Guide высказался об этом эпизоде менее положительно: «Конечно, назвать эпизод „HOMR“ банальным не получится, но умный Гомер сильно напоминает мне многословного Гомера из серии третьего сезона „Bart's Friend Falls in Love“. Видно, что новые серии идут на улучшение, только медленно, так что пока не ждите множества острых ощущений. Лично мне кажется, что с IQ 105 в Спрингфилде действительно можно стать гением».
Эпизод занял 18 место в рейтинге «Топ-20 лучших эпизодов Симпсонов» Интернет-ресурса «AOL». Серия получила премию Эмми в номинации «Лучшая анимационная программа продолжительностью менее одного часа» в 2001 году. Также эпизод был номинирован на премию Эмми в номинации «Лучший сценарий», но проиграл эпизоду другого проекта Мэтта Грейнинга «Футурама» (эпизод «The Luck of the Fryrish»).